# Tamariani

Les Tamariani (en géorgien : თამარიანი) sont un recueil poétique géorgien de la fin du XIIe siècle et du début du XIIIe siècle composé par le poète Tchakhroukhadzé. Il est constitué de vingt-deux odes célébrant la reine Tamar de Géorgie, son mari le roi consort David Soslan et leur fils Georges Lacha. Une élégie déplorant le destin cruel d'un « collègue et ami » y est adjointe. L'œuvre témoigne d'un nationalisme qui justifie un pouvoir central fort.
L'ensemble est composé de vers de vingt syllabes groupés en quatrains où la rime revient seize fois. Toutes les odes ne sont formées que d'une suite de noms et d'adjectifs où s'expriment l'inventivité, la virtuosité et l'érudition du poète. En voici les deux premiers vers, en géorgien et en traduction :
თამარ წყნარი, შესაწყნარი, 

ჴმა ნარნარი, პირ მცინარი, 

მზე მცინარი, საჩინარი, 

წყალი მქნარი, მომდინარი. 

Tamar tzknari, schesatzknari, 

hma narnari, pir mtsinari,

Mze mtsinari, satchinari, 

tzkali mqnari, momdinari.

Tamar la gracieuse, l'agréable, 

Aux douces paroles, au doux sourire,

Brillante comme le soleil, pleine de majesté, 

Ayant la démarche coulante, semblable à un beau fleuve.